# Cerimônia de abertura dos Jogos Paralímpicos de Inverno de 2010
A Cerimônia de Abertura dos Jogos Paraolímpicos de Inverno de 2010 foi realizada em 13 de março de 2010 com início às 2h (UTC), no estádio BC Place. O evento foi oficialmente aberto pela Governadora-geral do Canadá, Michaëlle Jean.

## Dignitários
- Dame Michaëlle Jean, Governadora Geral e Vice-Rainha do Canadá
- Sir Jean-Daniel Lafond, Marido da Governadora Geral e Vice-Rei do Canadá
- Stephen Harper, o primeiro-ministro do Canadá
- Gordon Campbell, o primeiro-ministro da Colúmbia Britânica
- Sam Sullivan, embaixador dos Jogos Paraolímpicos, ex-prefeito de Vancouver
- Sir Philip Craven, Presidente do Comitê Paraolímpico Internacional

## Programa

### Hino Nacional
A cerimônia começou com o hino nacional canadense, "O Canada", que foi cantado pelo cantor Terry Kelly, que é cego e também ex-atleta paraolímpico. A ex-paratleta Mari Klassen cantou o hino na língua americana de sinais (ASL). Várias crianças formaram no centro do palco da arena a folha de bordo.

## A cobertura da mídia
Transmissão ao vivo
- CTV Vancouver (Canadá)
- ZDF (Alemanha)
- SBS (Coréia)
- TVE (Espanha)
- França 2 (França)
- Sky Sport (Nova Zelândia)

A cerimônia foi transmitida ao vivo pelo site ParalympicSport.TV, aproximadamente, duas horas após o término, ela foi disponibilizada como Video on Demand (VOD).
Transmissão em delay
- RTR (Rússia)
- NRK (Noruega)
- NTU (Ucrânia)
- CTV (Canadá)(na integra)
- NBC (E.U.A.)
- ABC (Austrália)